# Karl Theodor, Tuyển hầu xứ Bayern
Karl Theodor (11 tháng 12 năm 1724 – 16 tháng 2 năm 1799) là Bá tước Pfalz-Sulzbach từ năm 1733, sau cái chết của cha mình; từ năm 1742, sau cái chết của người họ hàng đồng thời cũng là bác vợ Karl III Philipp, Tuyển hầu xứ Pfalz ông thừa kế thêm Tuyển hầu xứ Pfalz và các Công quốc Jülich và Công quốc Berg; từ năm 1777, sau cái chết của Maximilian III Joseph, Tuyển hầu xứ Bayern ông lại được thừa kế thêm Tuyển hầu xứ Bayern và chuyển triều đình đến Munich, và cũng từ năm 1777, hai tuyển đế hầu Pfalz và Bayern được hợp lại thành một và người cai trị chỉ giữ quyền lợi của Bayern, dù vẫn được giữ lại tước hiệu Bá tước Pfalz, Karl đã cai trị một lãnh thổ rộng lớn xếp thứ 3 trong Đế chế La Mã Thần thánh, chỉ sau Quân chủ Habsburg và Brandenburg-Phổ của Nhà Hohenzollern.
Ông sinh ra là thành viên của Nhà Pfalz Sulzbach, một chi nhánh của Vương tộc Wittelsbach, nhưng vì 2 dòng Pfalz-Neuburg cai trị Tuyển hầu xứ Pfalz và dòng Bayern cai trị Tuyển hầu xứ Bayern bị tuyệt tự nên toàn bộ tài sản, lãnh thổ và quyền lực đều giao lại cho Karl Theodore của chi nhánh Pfalz Sulzbach. Theo đánh giá của các nhà sử học, Karl Theodor cai trị Pfalz rất thành công, trong khi đó điều này thì ngược lại ở Bayern, ông không được lòng của thần dân mình.
Năm 1799, Karl Theodor qua đời mà không để lại bất kỳ người con trai hợp pháp nào thừa kế, nên toàn bộ tài sản, lãnh thổ và tước vị của ông đã phải để lại cho người họ hàng xa thuộc dòng Pfalz-Birkenfeld là Maximilian Joseph, Công tước xứ Pfalz Zweibrücken.

## Tiểu sử
Karl Theodor thuộc nhánh Pfalz-Sulzbach, nhà Wittelsbach, sinh ra ở Drogenbos gần Brussels và được dạy dỗ ở Mannheim. Cha mẹ ông là công tước Johann Christian von Pfalz-Sulzbach và Marie de La Tour d'Auvergne, cháu gái của Đại Thống chế Pháp, Tử tước Turenne. Lúc 4 tuổi ông được thừa kế Bá quốc Bergen op Zoom của mẹ ở Hà Lan. Khi người chú là Joseph Karl von Pfalz-Sulzbach và cha ông mất sớm, Karl Theodor lúc 10 tuổi đã trở thành Pfalzgraf và công tước xứ Pfalz-Sulzbach. Theo ủy nhiệm của người bà con Karl III Philipp, Tuyển hầu xứ Pfalz, ông đã được các vị tu sĩ Dòng Tên dậy dỗ để trở thành tuyển đế hầu trong tương lai, bởi vì Karl Philipp không có con trai nối dõi, khi ông chết nhà Wittelsbach nhánh Pfalz-Neuburg đã bị tuyệt tự. Karl Theodor được thừa kế lãnh thổ của ông ta vào năm 1742. Để cho các nhánh của Nhà Wittelsbach được liên minh chặt chẽ, lúc còn sống Karl III Philipp đã tổ chức liên hôn giữa cháu gái ông, nữ công tước Elisabeth Auguste xứ Sulzbach và Karl Theodore vào 17 tháng 1 năm 1742, cũng như chị em gái của bà, Maria Anna với công tước Clement Francis xứ Bayern.
Gần 20 năm sau họ mới có được một người con trai nhưng mất liền ngay sau đó. Từ đó 2 vợ chồng ngày càng xa cách nhau. Tuy không có con nối dõi, và vợ có nhiều người tình, cả ông cũng vậy, tuy nhiên ông không bỏ vợ. Chỉ sau khi vợ chết vào ngày 17 tháng 8 năm 1794, Karl Theodor mới lấy vợ mới, Nữ đại công tước Maria Leopoldine của Áo-Este, cháu nội của Maria Theresia của Áo, lúc đó ông đã 70 tuổi. Vì đây là cuộc hôn nhân gượng ép, Nữ đại công tước Maria Leopoldine lúc đó mới 18 tuổi, từ chối quan hệ tình dục với ông. Cho nên cuộc hôn nhân này cũng không mang lại đứa con nào cả.
Sau khi tiếp nhận ngai vàng Tuyển hầu xứ Pfalz, Karl Theodore đã chiếm được cảm tình của các thần dân bằng cách sáng lập ra học viện khoa học, tạo ra các bảo tàng viện cũng như bảo trợ cho nghệ thuật. Khi Maximilian III Joseph, Tuyển hầu xứ Bayern qua đời năm 1777, Karl Theodore cũng trở thành tuyển đế hầu của Bayern và dọn về cư ngụ ở München.

## Kế vị Bayern

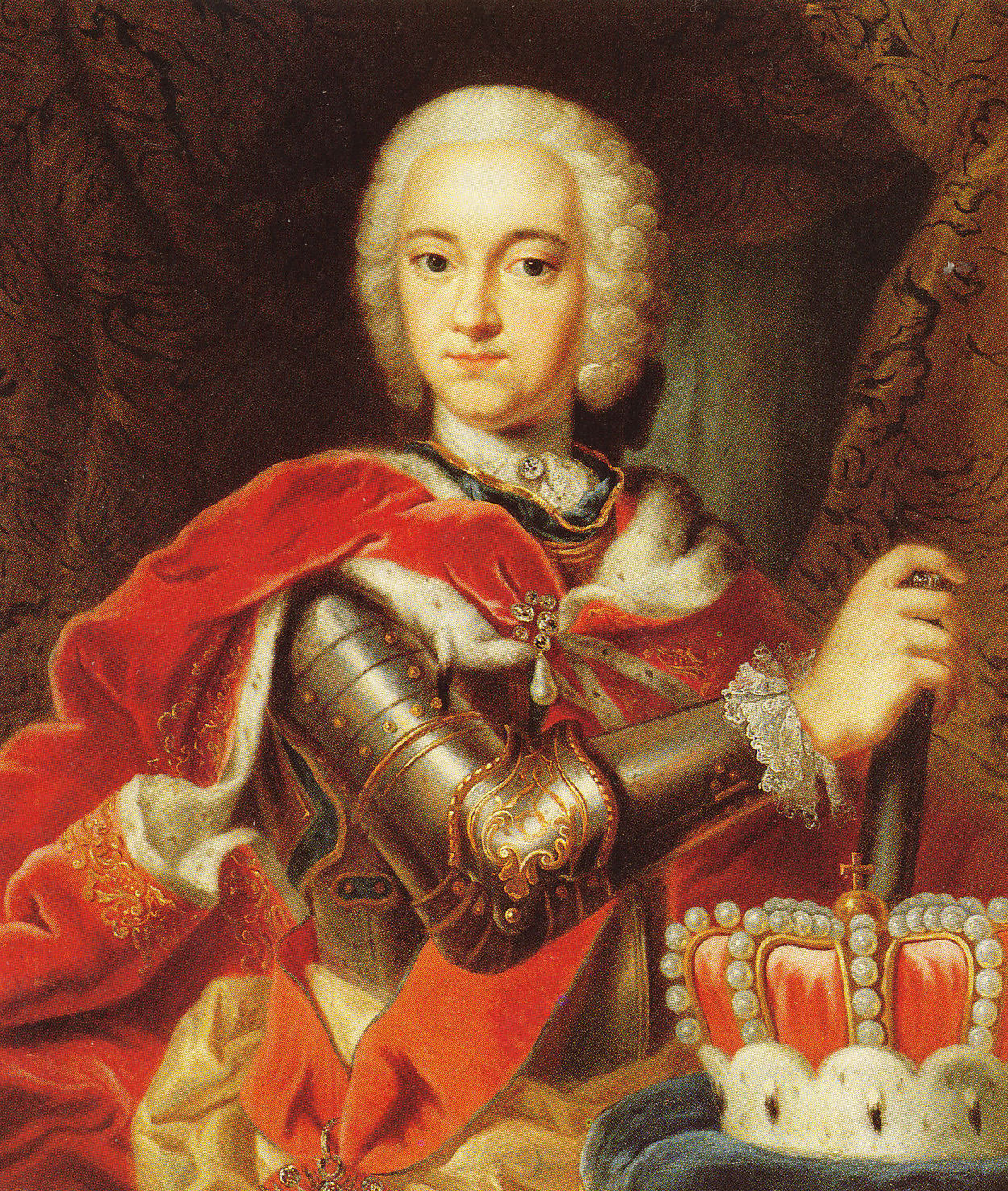
Karl Theodore năm 1744, khi ông đã kế thừa ngai vàng của Tuyển hầu xứ Pfalz được 2 năm

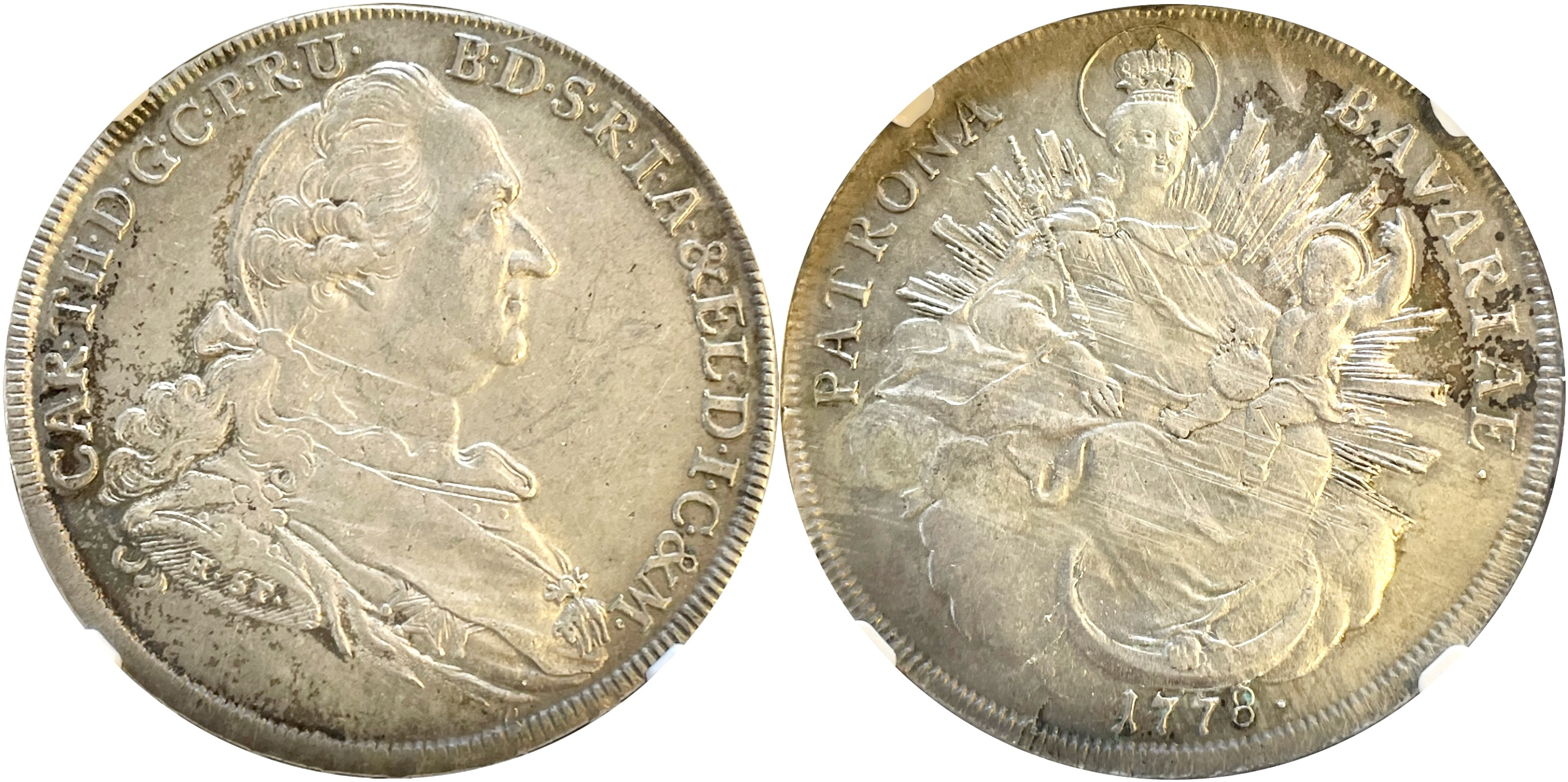
Xu bạc: 1 thaler của Tuyển hầu xứ Bayern năm 1778, với mặt trước là chân dung của Karl Theodor

Năm 1777, sau cái chết của người bà con là Maximilian III Joseph, Tuyển hầu xứ Bayern mà không để lại người thừa tự, tuy lãnh thổ và tài sản của Tuyển hầu xứ Bayern sẽ được thừa kế bởi Karl Theodor, nhưng ông chưa tiếp nhận ngay, vì còn phải toan tính cho tương lai của những người con ngoài giá thú của mình. Tuy nhiên, những đứa trẻ này không thể thừa kế Bayern cũng như Pfalz; Karl Theodore cần những lãnh thổ mà ông có thể để lại cho những đứa con ngoài giá thú của mình. Karl Theodor cũng mơ ước hồi sinh Đế chế Burgundy thời Trung cổ.
Vào ngày 3 tháng 1 năm 1778, ngay sau cái chết của Tuyển hầu xứ Bayern, Karl Theodor đã ký một thỏa thuận với Hoàng đế Joseph II để đổi miền Nam Bayern để lấy một phần của Hà Lan thuộc Áo.
Kế hoạch bị phản đối mạnh mẽ bởi Maria Anna Sophia xứ Sachsen, vợ của cựu Tuyển đế hầu Maximilian III Joseph, và em họ của Karl Theodor, Karl II August, Công tước xứ Zweibrücken, người đứng đầu nhánh Pfalz-Birkenfeld và là người thừa kế tiếp theo của Bayern và Pfalz. Họ nhận được sự ủng hộ của Frederick Đại đế của Phổ, và hầu hết các Thân vương nhỏ của Thánh Chế La Mã.
Cuộc khủng hoảng ngoại giao sau đó đã dẫn đến Chiến tranh Kế vị Bayern, kết thúc bằng Hiệp ước Teschen (1779). Karl Theodor chấp nhận kế vị xứ Bayern, và đồng ý rằng những hậu duệ ngoài giá thú của ông không thể thừa kế xứ này. Quân chủ Habsburg mua lại Innviertel, một phần của Bayern trong lưu vực sông Inn.
Karl Theodor có một con trai duy nhất với Nữ bá tước Elizabeth Augusta xứ Sulzbach, nhưng đã chết một ngày sau khi sinh. Năm 1795, sau khi vợ đầu qua đời được 1 năm, ông kết hôn với Maria Leopoldine của Áo-Este, cháu gái của Hoàng đế Joseph, nhưng họ không có con. Đề xuất thứ hai nhằm đổi Bayern lấy Hà Lan thuộc Áo vào năm 1784 cũng thất bại khi Frederick II của Phổ khởi xướng Liên minh các Vương hầu.
Khi Karl Theodor qua đời, tất cả tài sản và lãnh thổ của Tuyển hầu xứ Bayern được chuyển cho người họ hàng của ông, Maximilian Joseph, Công tước xứ Zweibrücken, em trai của Karl II August, người qua đời năm 1795 mà không có người thừa kế.
Năm 1989, Marvin E. Thomas lập luận trong "Karl Theodor và Kế vị xứ Bavaria", 1777–1778 rằng Karl Theodor muốn duy trì quyền sở hữu lãnh thổ mới của mình, như được thể hiện trong thư tín ngoại giao của ông. Người ta hiểu rộng rãi hơn rằng Karl Theodore đã tiếp tục những thói quen chuyên quyền và tốn kém mà ông đã phát triển với tư cách là Tuyển hầu xứ Pfalz trước đó.

### Cai trị xứ Bayern

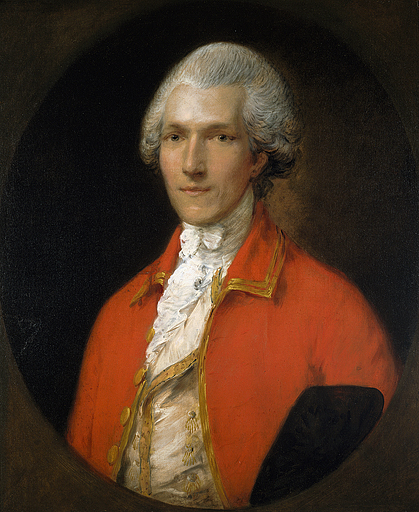
Benjamin Thompson, cận thần của Karl tại Bayern

Theo nhà phê bình Lorenz von Westenrieder, Karl Theodor chưa bao giờ trở nên nổi tiếng với tư cách là một người cai trị ở Bayern. Ông đã cố gắng nhưng không thành công trong việc đổi các vùng đất của Bayern để lấy Hà Lan thuộc Áo và một vương miện hoàng gia, và ông chưa bao giờ kiểm soát được những căng thẳng xã hội đang gia tăng ở Bayern. Sau một cuộc tranh chấp với hội đồng thành phố Munich, ông thậm chí còn chuyển nơi triều đình vào năm 1788 đến Mannheim nhưng chỉ một năm sau lại quay trở lại.
Năm 1785, ông bổ nhiệm người Mỹ theo chủ nghĩa bảo hoàng lưu vong Benjamin Thompson làm phụ tá và thị thần của mình. Trong 11 năm tiếp theo, Thompson cải tổ quân đội và nhiều khía cạnh của nhà nước, thăng lên cấp bộ trưởng với sự hậu thuẫn của Karl Theodor, và được gia phong Bá tước xứ Rumford.
Karl Theodor cũng được biết đến với việc giải tán tổ chức Illuminati của Adam Weishaupt vào năm 1785.
Năm 1794, quân đội của Cách mạng Pháp chiếm Công quốc Jülich, năm 1795 họ xâm chiếm Pfalz, và năm 1796 tiến về phía Bayern. Karl Theodor đã cầu xin sự giúp đỡ của Hoàng đế Francis II để biến Bayern thành một quốc gia vệ tinh của Áo. Khi ông qua đời vì đột quỵ ở Munich vào năm 1799, người dân ở Munich đã tổ chức lễ kỷ niệm trong vài ngày. Ông được chôn cất trong hầm mộ của Theatinerkirche ở Munich.
Bất chấp sự không ưa và không tin tưởng lẫn nhau giữa ông và thần dân Bayern, Karl Theodor đã để lại một dấu ấn đặc biệt cho thành phố München: đó là trong thời gian trị vì của ông, Vườn Anh, công viên lớn nhất của München, đã được tạo ra và các công sự cũ của thành phố đã bị dỡ bỏ để nhường chỗ cho một thành phố hiện đại, mở rộng. Một trong những quảng trường lớn của Munich, Karlsplatz, được đặt theo tên của Karl Theodore. Tuy nhiên, người bản địa Munich hiếm khi sử dụng cái tên này, thay vào đó  họ gọi quảng trường là Stachus, theo tên quán rượu "Beim Stachus" nằm ở đó cho đến khi công việc xây dựng Karlsplatz bắt đầu, chủ yếu là do Karl Theodor, như đã nói ở trên, chưa bao giờ được lòng người ở Bayern, ông chỉ thích ở Pfalz.

## Hai cuộc hôn nhân thất bại
Karl Theodor có cuộc hôn nhân 52 năm (1742-1794) không hạnh phúc với người vợ đầu là Elisabeth Auguste xứ Sulzbach và họ chỉ sinh được 1 người con trai nhưng đã chết khi còn nhỏ, tuy không hạnh phúc và 2 người đều có những mối tình ngoài luồng nhưng họ không li dị. Bản thân Karl có nhiều người con ngoài giá thú với 2 người tình Françoise Després-Verneuil và Josepha von Heydeck và những đứa con này không thể kế thừa ngai vàng vì họ không hợp pháp. Vì thế sau khi vợ qua đời, lúc đó đã 70 tuổi, Karl đã nỗ lực tìm kiếm một cuộc hôn nhân thứ 2 để hy vọng có người thừa kế và ông chọn liên hôn với Nhà Habsburg hùng mạnh. Hoàng đế Franz II của Thánh chế La Mã đã chọn em họ của mình là Maria Leopoldine của Áo-Este cho cuộc liên hôn này, lúc đó cô mới 18 tuổi. 
Thoạt đầu, Maria Leopoldine dường như đã chấp nhận số phận để đáp ứng kỳ vọng mà gia đình và chồng cô đặt ra cho cô. Tuy nhiên, cuộc hôn nhân đã bị định sẵn sẽ thất bại ngay từ đầu, vì cô dâu không thể phát triển bất kỳ tình cảm nào với chú rể lớn tuổi của mình. Ngay sau đám cưới, người vợ trẻ của Karl Theodor đã từ chối chăn gối với ông và thể hiện sự chống đối quyết liệt, cô đã công khai ngoại tình với những người tình trẻ đủ mọi tầng lớp, trong đó có cả lính canh, cô cũng từ mặt gia đình mình ở Áo, vì cô đổ lỗi cho họ đã ép cô vào cuộc hôn nhân chính trị; thay vào đó, cô đã chọn liên minh với Nhà Pfalz-Birkenfeld của Maximilian xứ Zweibrücken, người sẽ thừa kế lãnh thổ của Karl nếu ông ấy qua đời mà không có người thừa tự. Năm 1799, Karl qua đời và Maximilian đã thừa kế mọi thứ từ Karl.

## Tính cách
Karl Theodor quan tâm đến nghệ thuật và triết học nhiều hơn là chính trị. Nhà sử học người Anh thời kỳ Victoria Thomas Carlyle gọi ông là "một kẻ nhàn rỗi, ích kỷ, chỉ biết đến bản chất, thích trang trí, thích chơi bời; đắm chìm trong sân khấu, con hoang và những thứ tương tự; được Voltaire, người thỉnh thoảng đến thăm ông, khen ngợi; và Collini, người mà ông [Karl Theodor] coi là một người chủ tốt bụng".
Bộ trưởng ngoại giao Pháp, Charles Gravier, comte de Vergennes, biết ông và mô tả những điểm yếu của ông một cách ngắn gọn hơn:
Mặc dù thông minh bẩm sinh, ông chưa bao giờ thành công trong việc tự mình cai trị; ông luôn bị các bộ trưởng hoặc cha giải tội hoặc (trong một thời gian) là tuyển hầu phu nhân [vợ ông] cai trị. Hành vi này đã làm tăng thêm sự yếu đuối và thờ ơ tự nhiên của ông đến mức trong một thời gian dài, ông không có ý kiến nào ngoại trừ những ý kiến được truyền cảm hứng từ đoàn tùy tùng của mình. Khoảng trống mà sự lười biếng này để lại trong tâm hồn ông được lấp đầy bằng những thú vui săn bắn, âm nhạc và những mối quan hệ bí mật, mà Tuyển đế hầu luôn có sở thích đặc biệt.
Trong suốt sự nghiệp của mình, Karl Theodor đã có được một thư ký nổi tiếng khi nhà quý tộc xứ Florence là Cosimo Alessandro Collini (1727–1806), người từng là thư ký của Voltaire, chấp nhận sự bảo trợ của ông và ở lại Pfalz. Mặc dù Karl Theodor chắc chắn muốn có thêm lãnh thổ, nhưng ông chỉ có những người con trai ngoài giá thú và vì vậy ông thích lãnh thổ mà ông có thể định đoạt thông qua di chúc của mình, hơn là lãnh thổ bị ràng buộc bởi một sự thừa kế hợp pháp mà ông chỉ có thể truyền lại cho một người con trai hợp pháp.

## Di sản văn hóa
Karl Theodor là người rất yêu nghệ thuật, bao gồm cả kịch và đặc biệt là âm nhạc. Dàn nhạc cung đình Mannheim của ông được coi là một trong những dàn nhạc hay nhất thời bấy giờ. Trường Mannheim (bao gồm nhà soạn nhạc Christian Cannabich và nhạc trưởng Johann Stamitz) đã thực hiện công trình mang tính đột phá mà sau này âm nhạt cổ điển nổi tiếng sẽ dựa vào. Mozart đã nộp đơn xin việc tại dàn nhạc Mannheim vào năm 1777, nhưng đã bị từ chối vì triều đình sắp chuyển đến Munich. Năm 1780, Karl Theodor đã ủy quyền cho nhà soạn nhạc này sáng tác Idomeneo. Mozart trích lời ông nói rằng "Không có bản nhạc nào từng gây ấn tượng với tôi như vậy. Thật tuyệt vời".
Theo phong tục thời bấy giờ, một công ty opera của Ý cũng như một đoàn diễn viên người Pháp đã được tuyển dụng tại Mannheim, mỗi người biểu diễn bằng ngôn ngữ riêng của mình. Sau đó, Nationaltheater (nhà hát quốc gia) được thành lập, một trong những nhà hát đầu tiên ở Đức chỉ trình diễn các vở kịch bằng tiếng bản địa (đáng chú ý nhất là buổi dàn dựng đầu tiên vở "Die Räuber" của Friedrich Schiller vào năm 1782).
Trong nghệ thuật thị giác, một bộ sưu tập lớn các bản đúc thạch cao lấy từ các tác phẩm cổ nổi tiếng đã được lắp ráp tại Mannheim. Phòng trưng bày Düsseldorf có từ trước, bao gồm nhiều tác phẩm của Rubens, đầu tiên được chuyển đến Mannheim, sau đó đến Munich, nơi nó sau đó được hợp nhất vào Alte Pinakothek. Mặc dù không có họa sĩ nào của Mannheim đặc biệt nổi tiếng ngày nay (có thể ngoại trừ Kobell, chủ yếu là bậc thầy về phong cảnh), nhưng vị tuyển hầu có một số nhà điêu khắc tài năng, trong số đó có Peter Anton von Verschaffelt, Peter Simon Lamine và Konrad Linck. Linck cũng tự khẳng định mình là nhà thiết kế tượng sứ tại Frankenthal.
Kiến trúc sư trưởng của Karl Theodor là Nicolas de Pigage được giao nhiệm vụ hoàn thiện Cung điện Mannheim, thiết kế Nhà hát Schlosstheater và các khu vườn tại Cung điện Schwetzingen (bao gồm nhiều gian hàng, trong đó có một số tàn tích "La Mã" nhân tạo và một "nhà thờ Hồi giáo") cũng như Cung điện Benrath. Mặc dù các tác phẩm này theo phong cách Pháp đương đại thuần túy (được đánh dấu bằng sự chuyển đổi từ phong cách Baroque muộn sang chủ nghĩa cổ điển đầu), một số kiến trúc sư khác do Karl Theodor tuyển dụng lại là những người ủng hộ phong cách Ý hơn. Sự pha trộn các ảnh hưởng này thực tế là đặc trưng của nhiều triều đình Đức thời bấy giờ. Karl Theodor cũng chịu trách nhiệm xây dựng Cầu Cũ ở Heidelberg, mang tên ông là Karl-Theodor-Brücke.
|  |  |  |

Karl Theodor thích tự coi mình là một Thân vương của hòa bình, trái ngược với các Thân vương đế chế khác, điển hình như đối thủ chính trị chính của ông, chiến binh vĩ đại Friedrich Đại đế của Phổ. Theo nghĩa bóng, Minerva, nữ thần trí tuệ và người bảo vệ nghệ thuật của La Mã, thường được miêu tả là người đại diện cho chính vị tuyển đế hầu Karl Theodor. Quan điểm tự thân này được tóm tắt tốt nhất trong dòng chữ khắc trên một tượng đài nhỏ ở Schwetzingen:
"Một cánh đồng chiến tranh và cái chết của người La Mã và người Đức đã được phát hiện, thông qua việc khai quật vũ khí, bình đựng tro cốt và xương, vào năm 1765. – Đối với nghệ thuật hòa bình, vốn là niềm vui duy nhất trong cuộc đời mình, vị tuyển hầu Karl Theodor đã dành tặng nơi này, được khai quật đến độ cao 7 feet và cho dựng tượng đài này vào năm 1768".
|  |  |

## Hôn nhân và con cái

### Hôn nhân chính thức
Vào ngày 17 tháng 1 năm 1742, tại Mannheim, Karl Theodor kết hôn với Elisabeth Auguste, con gái của Bá tước Joseph Karl xứ Sulzbach và vợ của ông là Elisabeth Auguste Sofie xứ Neuburg. Họ có với nhau một con trai, nhưng đã qua đời chỉ sau một ngày ra chào đời, đó là Francis Louis Joseph (28 – 29 tháng 6 năm 1761).
Vào ngày 15 tháng 2 năm 1795, tại Innsbruck, lúc này Karl Theodor đã 70 tuổi, kết hôn với Nữ đại công tước Maria Leopoldine của Áo-Este. Không có một người con nào trong cuộc hôn nhân này.

### Con ngoài giá thú
Từ mối quan hệ của ông với nữ diễn viên Françoise Després-Verneuil, sau này là Nữ bá tước von Parkstein (mất năm 1765):
- Karoline Franziska Dorothea, Nữ bá tước von Parkstein (1762 – 7 tháng 9 năm 1816, Ickelheim); kết hôn với Thân vương Friedrich Wilhelm zu Isenburg-Büdingen-Birstein (13 tháng 12 năm 1730, Birstein – 12 tháng 10 năm 1804, Mannheim).

- Con trai (1764–1765)

Những đứa con của Karl Theodor với người tình thứ hai Maria Josefa Seyfert, Nữ bá tước xứ Heydeck (1748 – 1771): 
- Karoline Josepha von Bretzenheim (27 tháng 1 năm 1768 – ngày 7 tháng 4 năm 1786); kết hôn với Bá tước Maximilian Josef von Holnstein (20 tháng 5 năm 1760 – 1838) năm 1784.

- Karl August, Bá tước xứ Heydeck, sau này là Reichsfürst xứ Bretzenheim, (24 tháng 12 năm 1769 – 27 tháng 2 năm 1823) kết hôn với Bá nữ Maria Walburga xứ Oettingen-Spielberg (29 tháng 8 năm 1766 – 8 tháng 5 năm 1833) vào ngày 27 tháng 4 năm 1788.

- Eleonore Karoline von Bretzenheim (9 tháng 12 năm 1771 – 23 tháng 12 năm 1832); kết hôn với Bá tước Wilhelm Karl xứ Leiningen-Billigheim (5 tháng 7 năm 1737 – 26 tháng 1 năm 1809) vào ngày 21 tháng 11 năm 1787 (ly hôn 1801).

- Friederike Karoline von Bretzenheim (9 tháng 12 năm 1771 – 2 tháng 3 năm 1816), sinh đôi với Eleonore; kết hôn với Bá tước Maximilian xứ Westerholt-Gysenberg (1772 – 19 tháng 4 năm 1854) vào năm 1796.

Từ mối quan hệ của Karl Theodor với Nữ bá tước Maria Anna xứ Leiningen-Westerburg-Neuleiningen (1741–1835), góa phụ của Bá tước Franz Friedrich xứ Sayn-Wittgenstein-Vallendar (1702–1769): 
- Karoline von Ezenried (31 tháng 8 năm 1771 fel – ngày 24 tháng 9 năm 1828, Schloss Laim bei München, kết hôn với Tiến sĩ Joseph Reubel, Giáo sư Y khoa, Đại học München)

## Tổ tiên
| \| \| \| \| \| \| \| \| \| \| \| 8. Christian August xứ Pfalz-Sulzbach \| \| \| \| \| \| \| \| \| \| \| \| \| \| \| \| \| \| \| \| \| \| \| \| \| \| \| \| \| \| \| \| \| \| \| \| \| \| \| \| \| \| \| \| \| \| \| \| \| \| \| 4. Theodor Eustace xứ Pfalz-Sulzbach \| \| \| \| \| \| \| \| \| \| \| \| \| \| \| \| \| \| \| \| \| \| \| \| \| \| \| \| \| \| \| \| \| \| \| \| \| \| \| \| \| \| \| \| \| \| \| \| \| \| \| \| \| \| \| \| \| \| \| \| 9. Amalie xứ Nassau-Siegen \| \| \| \| \| \| \| \| \| \| \| \| \| \| \| \| \| \| \| \| \| \| \| \| \| \| \| \| \| \| \| \| \| \| \| \| \| \| \| \| \| \| \| \| \| \| \| \| \| \| \| \| \| \| \| \| \| \| \| \| 2. Johann Christian xứ Pfalz-Sulzbach \| \| \| \| \| \| \| \| \| \| \| \| \| \| \| \| \| \| \| \| \| \| \| \| \| \| \| \| \| \| \| \| \| \| \| \| \| \| \| \| \| \| \| \| \| \| \| \| \| \| \| \| \| \| \| \| \| \| \| \| 10. Wilhelm I xứ Hessen-Rotenburg \| \| \| \| \| \| \| \| \| \| \| \| \| \| \| \| \| \| \| \| \| \| \| \| \| \| \| \| \| \| \| \| \| \| \| \| \| \| \| \| \| \| \| \| \| \| \| \| \| \| \| \| \| \| \| \| \| \| \| \| 5. Maria Eleonore xứ Hessen-Rotenburg \| \| \| \| \| \| \| \| \| \| \| \| \| \| \| \| \| \| \| \| \| \| \| \| \| \| \| \| \| \| \| \| \| \| \| \| \| \| \| \| \| \| \| \| \| \| \| \| \| \| \| \| \| \| \| \| \| \| \| \| 11. Maria Anna of Loewenstein-Wertheim \| \| \| \| \| \| \| \| \| \| \| \| \| \| \| \| \| \| \| \| \| \| \| \| \| \| \| \| \| \| \| \| \| \| \| \| \| \| \| \| \| \| \| \| \| \| \| \| \| \| \| \| \| \| \| \| \| \| \| \| 1. Karl Theodor, Tuyển hầu xứ Bayern \| \| \| \| \| \| \| \| \| \| \| \| \| \| \| \| \| \| \| \| \| \| \| \| \| \| \| \| \| \| \| \| \| \| \| \| \| \| \| \| \| \| \| \| \| \| \| \| \| \| \| \| \| \| \| \| \| \| \| \| 12. Frédéric Maurice de La Tour d'Auvergne \| \| \| \| \| \| \| \| \| \| \| \| \| \| \| \| \| \| \| \| \| \| \| \| \| \| \| \| \| \| \| \| \| \| \| \| \| \| \| \| \| \| \| \| \| \| \| \| \| \| \| \| \| \| \| \| \| \| \| \| 6. Francois Egon de La Tour d'Auvergne \| \| \| \| \| \| \| \| \| \| \| \| \| \| \| \| \| \| \| \| \| \| \| \| \| \| \| \| \| \| \| \| \| \| \| \| \| \| \| \| \| \| \| \| \| \| \| \| \| \| \| \| \| \| \| \| \| \| \| \| 13. Henriette Franziska xứ Hohenzollern-Hechingen \| \| \| \| \| \| \| \| \| \| \| \| \| \| \| \| \| \| \| \| \| \| \| \| \| \| \| \| \| \| \| \| \| \| \| \| \| \| \| \| \| \| \| \| \| \| \| \| \| \| \| \| \| \| \| \| \| \| \| \| 3. Maria Henriette de La Tour d'Auvergne \| \| \| \| \| \| \| \| \| \| \| \| \| \| \| \| \| \| \| \| \| \| \| \| \| \| \| \| \| \| \| \| \| \| \| \| \| \| \| \| \| \| \| \| \| \| \| \| \| \| \| \| \| \| \| \| \| \| \| \| 14. Phillipe Charles, Công tước thứ 3 xứ Arenberg \| \| \| \| \| \| \| \| \| \| \| \| \| \| \| \| \| \| \| \| \| \| \| \| \| \| \| \| \| \| \| \| \| \| \| \| \| \| \| \| \| \| \| \| \| \| \| \| \| \| \| \| \| \| \| \| \| \| \| \| 7. Maria Anna de Ligne-Arenberg \| \| \| \| \| \| \| \| \| \| \| \| \| \| \| \| \| \| \| \| \| \| \| \| \| \| \| \| \| \| \| \| \| \| \| \| \| \| \| \| \| \| \| \| \| \| \| \| \| \| \| \| \| \| \| \| \| \| \| \| 15. Maria Henrietta del Caretto di Savona \| \| \| \| \| \| \| \| \| \| \| \| \| \| \| \| \| \| \| \| \| \| \| \| \| \| \| \| \| \| \| \| \| \| \| \| \| \| \| \| \| \| \| |                                                   |  |  |  |  |  |  |  |  |                                       |  |  |  |
| |                                                   |  |  |  |  |  |  |  |  | 8. Christian August xứ Pfalz-Sulzbach |  |  |  |
| |                                                   |  |  |  |  |  |  |  |  |                                       |  |  |  |
| |                                                   |  |  |  |  |  |  |  |  |                                       |  |  |  |
| |                                                   |  |  |  |  |  |  |  |  |                                       |  |  |  |
| | 4. Theodor Eustace xứ Pfalz-Sulzbach              |  |  |  |  |  |  |  |  |                                       |  |  |  |
| |                                                   |  |  |  |  |  |  |  |  |                                       |  |  |  |
| |                                                   |  |  |  |  |  |  |  |  |                                       |  |  |  |
| |                                                   |  |  |  |  |  |  |  |  |                                       |  |  |  |
| | 9. Amalie xứ Nassau-Siegen                        |  |  |  |  |  |  |  |  |                                       |  |  |  |
| |                                                   |  |  |  |  |  |  |  |  |                                       |  |  |  |
| |                                                   |  |  |  |  |  |  |  |  |                                       |  |  |  |
| |                                                   |  |  |  |  |  |  |  |  |                                       |  |  |  |
| | 2. Johann Christian xứ Pfalz-Sulzbach             |  |  |  |  |  |  |  |  |                                       |  |  |  |
| |                                                   |  |  |  |  |  |  |  |  |                                       |  |  |  |
| |                                                   |  |  |  |  |  |  |  |  |                                       |  |  |  |
| |                                                   |  |  |  |  |  |  |  |  |                                       |  |  |  |
| | 10. Wilhelm I xứ Hessen-Rotenburg                 |  |  |  |  |  |  |  |  |                                       |  |  |  |
| |                                                   |  |  |  |  |  |  |  |  |                                       |  |  |  |
| |                                                   |  |  |  |  |  |  |  |  |                                       |  |  |  |
| |                                                   |  |  |  |  |  |  |  |  |                                       |  |  |  |
| | 5. Maria Eleonore xứ Hessen-Rotenburg             |  |  |  |  |  |  |  |  |                                       |  |  |  |
| |                                                   |  |  |  |  |  |  |  |  |                                       |  |  |  |
| |                                                   |  |  |  |  |  |  |  |  |                                       |  |  |  |
| |                                                   |  |  |  |  |  |  |  |  |                                       |  |  |  |
| | 11. Maria Anna of Loewenstein-Wertheim            |  |  |  |  |  |  |  |  |                                       |  |  |  |
| |                                                   |  |  |  |  |  |  |  |  |                                       |  |  |  |
| |                                                   |  |  |  |  |  |  |  |  |                                       |  |  |  |
| |                                                   |  |  |  |  |  |  |  |  |                                       |  |  |  |
| | 1. Karl Theodor, Tuyển hầu xứ Bayern              |  |  |  |  |  |  |  |  |                                       |  |  |  |
| |                                                   |  |  |  |  |  |  |  |  |                                       |  |  |  |
| |                                                   |  |  |  |  |  |  |  |  |                                       |  |  |  |
| |                                                   |  |  |  |  |  |  |  |  |                                       |  |  |  |
| | 12. Frédéric Maurice de La Tour d'Auvergne        |  |  |  |  |  |  |  |  |                                       |  |  |  |
| |                                                   |  |  |  |  |  |  |  |  |                                       |  |  |  |
| |                                                   |  |  |  |  |  |  |  |  |                                       |  |  |  |
| |                                                   |  |  |  |  |  |  |  |  |                                       |  |  |  |
| | 6. Francois Egon de La Tour d'Auvergne            |  |  |  |  |  |  |  |  |                                       |  |  |  |
| |                                                   |  |  |  |  |  |  |  |  |                                       |  |  |  |
| |                                                   |  |  |  |  |  |  |  |  |                                       |  |  |  |
| |                                                   |  |  |  |  |  |  |  |  |                                       |  |  |  |
| | 13. Henriette Franziska xứ Hohenzollern-Hechingen |  |  |  |  |  |  |  |  |                                       |  |  |  |
| |                                                   |  |  |  |  |  |  |  |  |                                       |  |  |  |
| |                                                   |  |  |  |  |  |  |  |  |                                       |  |  |  |
| |                                                   |  |  |  |  |  |  |  |  |                                       |  |  |  |
| | 3. Maria Henriette de La Tour d'Auvergne          |  |  |  |  |  |  |  |  |                                       |  |  |  |
| |                                                   |  |  |  |  |  |  |  |  |                                       |  |  |  |
| |                                                   |  |  |  |  |  |  |  |  |                                       |  |  |  |
| |                                                   |  |  |  |  |  |  |  |  |                                       |  |  |  |
| | 14. Phillipe Charles, Công tước thứ 3 xứ Arenberg |  |  |  |  |  |  |  |  |                                       |  |  |  |
| |                                                   |  |  |  |  |  |  |  |  |                                       |  |  |  |
| |                                                   |  |  |  |  |  |  |  |  |                                       |  |  |  |
| |                                                   |  |  |  |  |  |  |  |  |                                       |  |  |  |
| | 7. Maria Anna de Ligne-Arenberg                   |  |  |  |  |  |  |  |  |                                       |  |  |  |
| |                                                   |  |  |  |  |  |  |  |  |                                       |  |  |  |
| |                                                   |  |  |  |  |  |  |  |  |                                       |  |  |  |
| |                                                   |  |  |  |  |  |  |  |  |                                       |  |  |  |
| | 15. Maria Henrietta del Caretto di Savona         |  |  |  |  |  |  |  |  |                                       |  |  |  |
| |                                                   |  |  |  |  |  |  |  |  |                                       |  |  |  |
| |                                                   |  |  |  |  |  |  |  |  |                                       |  |  |  |

### Phim tài liệu
- Bernhard Graf: Herr der sieben Länder. Kurfürst Carl Theodor von Baiern und der Pfalz, Bayerischer Rundfunk 1999.

### Truyền thanh
- Bernhard Setzwein: Der ungeliebte Kurfürst. Der Pfälzer Karl Theodor als bayerischer Regent. Bayerischer Rundfunk, 1999.